# Formica kollari
Formica kollari é uma espécie de formiga do gênero Formica, pertencente à subfamília Formicinae.